# Dactylolabis (Dactylolabis) pemetica
Dactylolabis (Dactylolabis) pemetica is een tweevleugelige uit de familie steltmuggen (Limoniidae). De soort komt voor in het Nearctisch gebied.